# Dawca nasienia
Dawca nasienia (także dawca spermy) – mężczyzna, który oddaje próbkę swojej spermy celem wykorzystania zawartych w niej plemników do zapłodnienia metodą in vitro bądź inseminacji domacicznej komórek jajowych kobiety, która nie może (niepłodność) lub nie ma z kim (samotność) począć dziecka. Pojęcie to może także opisywać mężczyznę zgadzającego się na stosunek z samotną, obcą mu kobietą zamierzającą począć, urodzić i wychować dziecko bez jego udziału. Mężczyzna taki jest odpowiednikiem matki zastępczej. 
Sperma z reguły pobierana jest od dawcy metodą naturalną (np. poprzez masturbację i towarzyszącą mu ejakulację). 
Nasienie zazwyczaj nie ma indywidualnego przeznaczenia, lecz składane jest do banku spermy, gdzie w stanie zamrożonym przechowywane może być przez kilka lat, z nieznacznym jedynie uszczerbkiem dla żywotności plemników.

## Aspekty prawne
Oddanie nasienia na przechowywanie i wykorzystanie odbywa się na podstawie umowy zawartej pomiędzy instytucją pośredniczącą (bank spermy, klinika położnicza), a mężczyzną. Umowy takie zazwyczaj regulują kwestię ochrony danych osobowych dawcy, który chce pozostać anonimowy i nie chce pełnić roli ojca z obcą mu kobietą i wobec poczętego później dziecka. Niemniej jednak, w świetle przepisów polskiego prawa rodzinnego, jeżeli taka informacja wyjdzie na jaw, matce bądź dziecku (w pewnych granicach czasowych) przysługuje powództwo o ustalenie ojcostwa dziecka, skoro nie zachodzi domniemanie ojcostwa wynikające ze wspólnego pożycia, którego w przypadku metody in vitro nie ma. Dowodem ojcostwa będzie tutaj badanie DNA ojca i dziecka, które uznawane jest również przed polskimi sądami (przy czym każdorazowa ocena należy do sądu).
W Niemczech wedle nowszego orzecznictwa (2013) instytucja pośrednicząca musi wydać dziecku dane osobowe jego ojca. Uzasadnia się to faktem, że zapewnienie mu w umowie anonimowości stanowiło tzw. umowę na niekorzyść osób trzecich, gdyż odbiera ono dziecku prawo do znajomości własnego pochodzenia, przysługujące mu na mocy konstytucyjnej zasady swobodnego rozwoju osobowości oraz konwencji praw dziecka. Umowy na niekorzyść osób trzecich są natomiast wedle BGB z zasady nieważne.